# Šanov, Rakovník
Šanov là một làng thuộc huyện Rakovník, vùng Středočeský, Cộng hòa Séc.